# 由利本荘市立下川大内小学校
由利本荘市立下川大内小学校（ゆりほんじょうしりつ しもかわおおうちしょうがっこう）は、秋田県由利本荘市にあった公立小学校。通称は下小（しもしょう）。

## 概要
下川大内地区を学区としていた。2016年（平成28年）3月末をもって閉校し、由利本荘市立上川大内小学校と共に由利本荘市立大内小学校へ統合された。

## 沿革
注釈のない限りは、公式ページより引用。
- 1874年（明治7年）

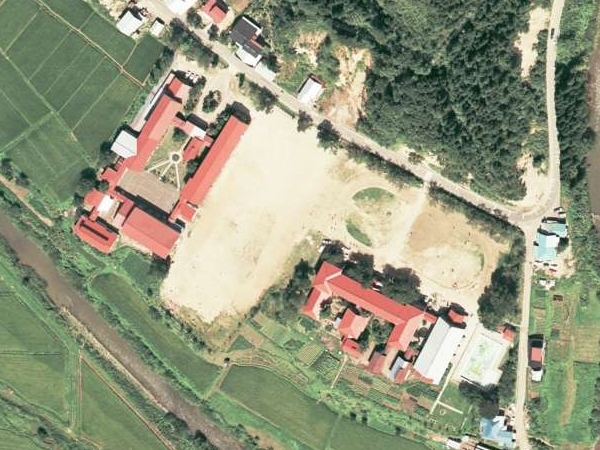
3校統合前の空中写真。小学校は右である。1976年9月撮影。

  - 5月7日 - 新沢学校（観喜院）、松本学校（西林寺）が創立。21年に両校が合併して新沢小学校となる。
  - 9月 - 高尾学校（興昌寺）が創立。後に沢田に校舎新築。
- 1875年（明治8年）4月 - 葛岡小学校が宮の腰に創立。40年に校舎新築。
- 1892年（明治25年）4月 - 改正小学令により新沢・高尾・葛岡の三小学校が独立
- 1902年（明治35年）5月 - 新沢小学校の校舎新築（松本道上）。高等科を新設。
- 1931年（昭和6年）
  - 4月 - 校舎を下川大内尋常高等小学校と改める。
  - 12月 - 新校舎落成（松本・及位の葛岡小学校、高尾小学校が分校となる）
- 1949年（昭和24年）7月 - 高尾小学校独立（15年校舎全面新築，後に体育館増築）
- 1950年（昭和25年）4月 - 高尾小学校独立（15年校舎全面新築，後に体育館増築）
- 1980年（昭和55年）
  - 4月1日 - 新沢字猫屋布に新校舎を建設、3校が統合して大内町立下川大内小学校として発足
  - 4月4日- 開校式を挙行、校章制定
  - 8月 - 25mプール完成
  - 12月 - 校歌制定
- 1981年（昭和56年）6月 - グラウンド完成
- 1982年（昭和57年）10月 - 4教室増築
- 1983年（昭和58年）9月 - 中庭造成工事完成
- 1984年（昭和59年）11月 - 統合開校5周年記念植樹（桜20本）
- 1985年（昭和60年）9月 - 統合開校5周年記念式並びに校旗樹立式挙行
- 1988年（昭和63年）11月 - 食堂完成
- 1989年（平成元年）11月 - みどりの少年団結成、団旗交付される
- 1990年（平成2年）
  - 3月 - 創立十周年記念親子の集い・記念植樹（桜12本、白樺8本）、男子バスケットボール東北大会出場
  - 5月 - 体育館西入り口に社会体育のための公衆電話設置
  - 6月 - 生活科のための低学年菜園を設置
  - 10月 - 航空写真撮影
- 1991年（平成3年）
  - 5月 - みどりの少年団が秋田県植樹祭参加
  - 10月 - 第36回学習研究社実践教育賞受賞
- 1992年（平成4年）
  - 1月 - 校門前の杉林伐採作業（ミニスキー場完成）
  - 4月 - 校門前にガードレール設置
  - 10月 - 日本標準教育賞として「優秀学校賞」を受賞（詩・作文部門）
  - 12月 - 校地内に防犯用の街灯２基を設置
- 1993年（平成5年）12月 - 日本標準教育賞「優秀学校賞（作文部門）」を連続受賞
- 1994年（平成6年）
  - 8月 - 教室及び廊下の壁面を補修塗装
  - 9月 - 森林教室実施
- 1995年（平成7年）12月 - 教室及び廊下の壁面を補修塗装
- 1996年（平成8年）
  - 8月 - 低学年用プール完成
  - 9月 - コンピューター 10台設置
- 1999年（平成11年）
  - 7月 - ふるさと子どもドリーム支援事業計画（100万円）により，わんぱく広場が『どり～む広場』と改称。
  - 9月 - 一輪車10台購入、6年PTCRで竹馬26基製作
  - 10月 - 第1回わんぱくフェスティバル’99を開催
- 2000年（平成12年）
  - 9月 - 「きらめきの塔」が完成、キッズハウスが落成、創立20周年記念式典を挙行
  - 12月 - タイムカプセルを埋設（2010年に開封）
- 2001年（平成13年）9月 - 秋田馬子唄全国大会に児童が参加
- 2002年（平成14年）10月 - 県事業「純子と一緒」で、浅利純子氏が来校し、指導を受ける
- 2003年（平成15年）12月 - ふるさと教室の資料・道具類を町の資料館へ移設
- 2004年（平成16年）
  - 2月 - 体育館ステージの補修工事を行い、壁面が白木で補修
  - 8月 - 児童用洋式トイレ設置、新コンピュータ設置及びコンピュータ室改修
  - 10月 - 図書館改修
- 2005年（平成17年）
  - 2月 - 玄関にカメラ付きインターホンを設置
  - 3月22日 - 由利本荘市誕生。由利本荘市立下川大内小学校と改称。
  - 6月・11月 - みんなの登校日スタート（県主導：１週間のフリー参観）
  - 8月 - 児童昇降口前階段改修
  - 12月 - 体育館渡り廊下屋根補修
- 2006年（平成18年）
  - 6月・9月・10月 - ようこそ先生スペシャル実施
  - 10月 - 下っ子パトロール隊発足
- 2008年（平成20年）4月 - 全国学力・学習状況調査等を活用した学校改善の推進に係る実践校指定
- 2009年（平成21年）9月 - 「文化に親しむ日」を実施（読み聞かせ教室・劇団四季公演芸術鑑賞）
- 2010年（平成22年）
  - 6月 - 創立30周年記念植樹実施
  - 11月 - 創立30周年記念式典・記念ミュージカル発表・記念祝賀会
- 2012年（平成24年）
  - 8月 - 給食室屋根の張り替え、床面の塗装、校舎・体育館の壁面塗装 、1・2・6年教室の床をドラムサンダーがけでリフォーム
  - 地元出身元オリンピック選手伊藤次男氏の講演会実施[4]
- 2013年（平成25年）
  - 4月 - 人権の花運動実施
  - 8月 - 3･4･5年教室の床をドラムサンダーがけでリフォーム  
  - 保健安全実践活動優秀校表彰[4]
- 2014年（平成26年）
  - 箕面市教員研修の受入れ
  - 保健安全実践活動優秀校表彰[4]
- 2015年（平成27年）11月21日 - 閉校式挙行[5]
- 2016年（平成28年）3月31日 - 閉校。

## 教育目標
出典：

## 校歌
作詞：鈴木文雄、作曲：豊島重孝

## 児童数・学級数
| 年度               | 男子 | 女子 | 計  | 増減 | 学級数 | 増減 | 備考               | 出典   |
| ------------------ | ---- | ---- | --- | ---- | ------ | ---- | ------------------ | ------ |
| 1965（昭和40）年度 | 不明 | 不明 | 310 |      | 9      |      |                    | [ 7 ]  |
| 1970（昭和45）年度 | 不明 | 不明 | 207 | -103 | 7      | -2   |                    | [ 7 ]  |
| 1975（昭和50）年度 | 不明 | 不明 | 122 | -85  | 6      | -1   |                    | [ 7 ]  |
| 1980（昭和55）年度 | 不明 | 不明 | 259 | +137 | 8      | +2   | 下川大内小学校創立 | [ 7 ]  |
| 1985（昭和60）年度 | 不明 | 不明 | 300 | +41  | 11     | +3   |                    | [ 7 ]  |
| 1990（平成2）年度  | 不明 | 不明 | 258 | -42  | 10     | -1   |                    | [ 7 ]  |
| 1991（平成3）年度  | 不明 | 不明 | 240 | -18  | 9      | -1   |                    | [ 7 ]  |
| 1992（平成4）年度  | 不明 | 不明 | 230 | -10  | 8      | -1   | 創立10周年         | [ 7 ]  |
| 1993（平成5）年度  | 不明 | 不明 | 226 | -4   | 8      | 0    |                    | [ 7 ]  |
| 1994（平成6）年度  | 不明 | 不明 | 225 | -1   | 8      | 0    |                    | [ 7 ]  |
| 1995（平成7）年度  | 不明 | 不明 | 224 | -1   | 7      | -1   |                    | [ 7 ]  |
| 1996（平成8）年度  | 不明 | 不明 | 221 | -3   | 7      | 0    |                    | [ 7 ]  |
| 1997（平成9）年度  | 不明 | 不明 | 210 | -11  | 7      | 0    |                    | [ 7 ]  |
| 1998（平成10）年度 | 不明 | 不明 | 216 | +6   | 8      | +1   |                    | [ 7 ]  |
| 1999（平成11）年度 | 不明 | 不明 | 205 | -11  | 8      | 0    |                    | [ 7 ]  |
| 2000（平成12）年度 | 不明 | 不明 | 184 | -21  | 7      | -1   |                    | [ 7 ]  |
| 2001（平成13）年度 | 不明 | 不明 | 170 | -14  | 7      | 0    |                    | [ 7 ]  |
| 2003（平成15）年度 | 83   | 85   | 168 | -2   | 7      | 0    |                    | [ 8 ]  |
| 2004（平成16）年度 | 74   | 64   | 138 | -30  | 6      | 0    |                    | [ 9 ]  |
| 2005（平成17）年度 | 75   | 59   | 134 | -4   | 6      | 0    |                    | [ 10 ] |
| 2006（平成18）年度 | 78   | 55   | 133 | -1   | 6      | 0    |                    | [ 11 ] |
| 2007（平成19）年度 | 77   | 49   | 126 | -7   | 6      | 0    |                    | [ 12 ] |
| 2008（平成20）年度 | 69   | 49   | 118 | -8   | 6      | 0    |                    | [ 13 ] |
| 2009（平成21）年度 | 58   | 46   | 104 | -14  | 6      | 0    |                    | [ 14 ] |
| 2010（平成22）年度 | 57   | 51   | 108 | +3   | 6      | 0    |                    | [ 15 ] |
| 2011（平成23）年度 | 51   | 45   | 96  | -12  | 6      | 0    |                    | [ 16 ] |
| 2012（平成24）年度 | 41   | 48   | 89  | -7   | 6      | 0    | 創立30周年         | [ 17 ] |
| 2013（平成25）年度 | 40   | 47   | 87  | -2   | 7      | +1   |                    | [ 18 ] |
| 2014（平成26）年度 | 40   | 40   | 80  | -7   | 7      | 0    |                    | [ 19 ] |
| 2015（平成27）年度 | 43   | 42   | 85  | +5   | 8      | +1   | 閉校               | [ 20 ] |